# Vasconcellea palandensis
Vasconcellea palandensis är en tvåhjärtbladig växtart som först beskrevs av V.M. Badillo, Van den Eynden och Van Damme, och fick sitt nu gällande namn av Victor Manuel Badillo. Vasconcellea palandensis ingår i släktet Vasconcellea och familjen Caricaceae. Inga underarter finns listade i Catalogue of Life.